# Poema de Córdoba
Poema de Córdoba és un políptic obra del pintor Julio Romero de Torres. El políptic, format per set panells, és una al·legoria de la ciutat de Còrdova a través dels seus personatges històrics més il·lustres. Actualment es conserva al Museu Julio Romero de Torres.
Va ser exposat a Madrid a l'Exposició Nacional de Belles Arts de 1915. Entre el 27 d’abril i el 8 de setembre de 2013 va estar exposat temporalment al Museu Carmen Thyssen Màlaga en el marc de l’exposició «Julio Romero de Torres: Entre el mite i la tradició».